# Mistrovství světa v ledním hokeji 2004 (Divize II)
Mistrovství světa v ledním hokeji (Divize II) se probíhala ve dnech 12. dubna–18. dubna 2004 ve městech Jaca (Skupina A) a Elektrėnai (Skupina B).

## Skupiny

### Skupina A
| Poř. | Země        | Z | V | R | P | Skóre | B |
| ---- | ----------- | - | - | - | - | ----- | - |
| 1.   | Čína        | 5 | 4 | 0 | 1 | 39:13 | 8 |
| 2.   | Chorvatsko  | 5 | 4 | 0 | 1 | 32:6  | 8 |
| 3.   | Austrálie   | 5 | 3 | 1 | 1 | 40:18 | 7 |
| 4.   | Španělsko   | 5 | 2 | 1 | 2 | 29:13 | 5 |
| 5.   | Izrael      | 5 | 0 | 1 | 4 | 3:28  | 1 |
| 6.   | Lucembursko | 5 | 0 | 1 | 4 | 5:70  | 1 |

 Austrálie -  Čína 6:5 (1:2, 5:1, 0:2)
12. dubna – Jaca
 Lucembursko -  Chorvatsko 0:11 (0:3, 0:3, 0:5)
12. dubna – Jaca
 Izrael -  Španělsko 0:8 (0:1, 0:2, 0:5)
12. dubna – Jaca
 Chorvatsko -  Austrálie 8:2 (2:1, 5:0, 1:1)
14. dubna – Jaca
 Čína -  Izrael 5:0 (2:0, 1:0, 2:0)
14. dubna – Jaca
 Španělsko -  Lucembursko 16:0 (7:0, 3:0, 6:0)
14. dubna – Jaca
 Chorvatsko -  Izrael 7:0 (1:0, 5:0, 1:0)
15. dubna – Jaca
 Lucembursko -  Austrálie 0:22 (0:5, 0:7, 0:10)
15. dubna – Jaca
 Čína -  Španělsko 6:1 (3:0, 3:1, 0:0)
15. dubna – Jaca
 Čína -  Lucembursko 19:3 (9:2, 7:0, 3:1)
17. dubna – Jaca
 Austrálie -  Izrael 6:1 (1:1, 3:0, 2:0)
17. dubna – Jaca
 Španělsko -  Chorvatsko 0:3 (0:2, 0:1, 0:0)
17. dubna – Jaca
 Izrael -  Lucembursko 2:2 (2:0, 0:0, 0:2)
18. dubna – Jaca
 Chorvatsko -  Čína 3:4 (2:0, 1:1, 0:3)
18. dubna – Jaca
 Španělsko -  Austrálie 4:4 (2:3, 2:1, 0:0)
18. dubna – Jaca

### Skupina B
| Poř. | Země                | Z | V | P | R | Skóre | B  |
| ---- | ------------------- | - | - | - | - | ----- | -- |
| 1.   | Litva               | 5 | 5 | 0 | 0 | 70:7  | 10 |
| 2.   | Srbsko a Černá Hora | 5 | 4 | 0 | 1 | 55:23 | 8  |
| 3.   | KLDR                | 5 | 3 | 0 | 2 | 22:20 | 6  |
| 4.   | Bulharsko           | 5 | 2 | 0 | 3 | 20:30 | 4  |
| 5.   | Nový Zéland         | 5 | 1 | 0 | 4 | 13:61 | 2  |
| 6.   | Jižní Afrika        | 5 | 0 | 0 | 5 | 9:48  | 0  |

 Jižní Afrika -  Bulharsko 2:5 (1:2, 0:3, 1:0)
12. dubna - Elektrėnai
 KLDR -  Srbsko a Černá Hora 2:7 (0:2, 1:3, 1:2)
12. dubna - Elektrėnai
 Nový Zéland -  Litva 2:21 (0:11, 2:4, 0:6)
12. dubna - Elektrėnai
 Srbsko a Černá Hora -  Jižní Afrika 16:3 (5:0, 5:2, 6:1)
13. dubna - Elektrėnai
 Bulharsko -  Nový Zéland 11:3 (3:2, 3:0, 5:1)
13. dubna - Elektrėnai
 Litva -  KLDR 9:0 (4:0, 3:0, 2:0)
13. dubna - Elektrėnai
 Nový Zéland -  KLDR 2:7 (1:3, 1:1, 0:3)
15. dubna - Elektrėnai
 Srbsko a Černá Hora -  Bulharsko 9:2 (3:0, 2:1, 4:1)
15. dubna - Elektrėnai
 Litva -  Jižní Afrika 16:1 (6:0, 7:1, 3:0)
15. dubna - Elektrėnai
 Srbsko a Černá Hora -  Nový Zéland 20:2 (2:1, 8:1, 10:0)
16. dubna - Elektrėnai
 KLDR -  Jižní Afrika 7:1 (3:1, 2:0, 2:0)
16. dubna - Elektrėnai
 Bulharsko -  Litva 1:10 (0:3, 1:4, 0:3)
16. dubna - Elektrėnai
 Jižní Afrika -  Nový Zéland 2:4 (2:1, 0:0, 0:3)
18. dubna - Elektrėnai
 Bulharsko -  KLDR 1:6 (1:1, 0:4, 0:1)
18. dubna - Elektrėnai
 Litva -  Srbsko a Černá Hora 14:3 (3:0, 4:2, 7:1)
18. dubna - Elektrėnai